# Jabłoń śliwolistna
Jabłoń śliwolistna, jabłoń kitajka, kitajka (Malus prunifolia) – gatunek drzewa z rodziny różowatych, pochodzący z północno-wschodniej Azji.

## Morfologia

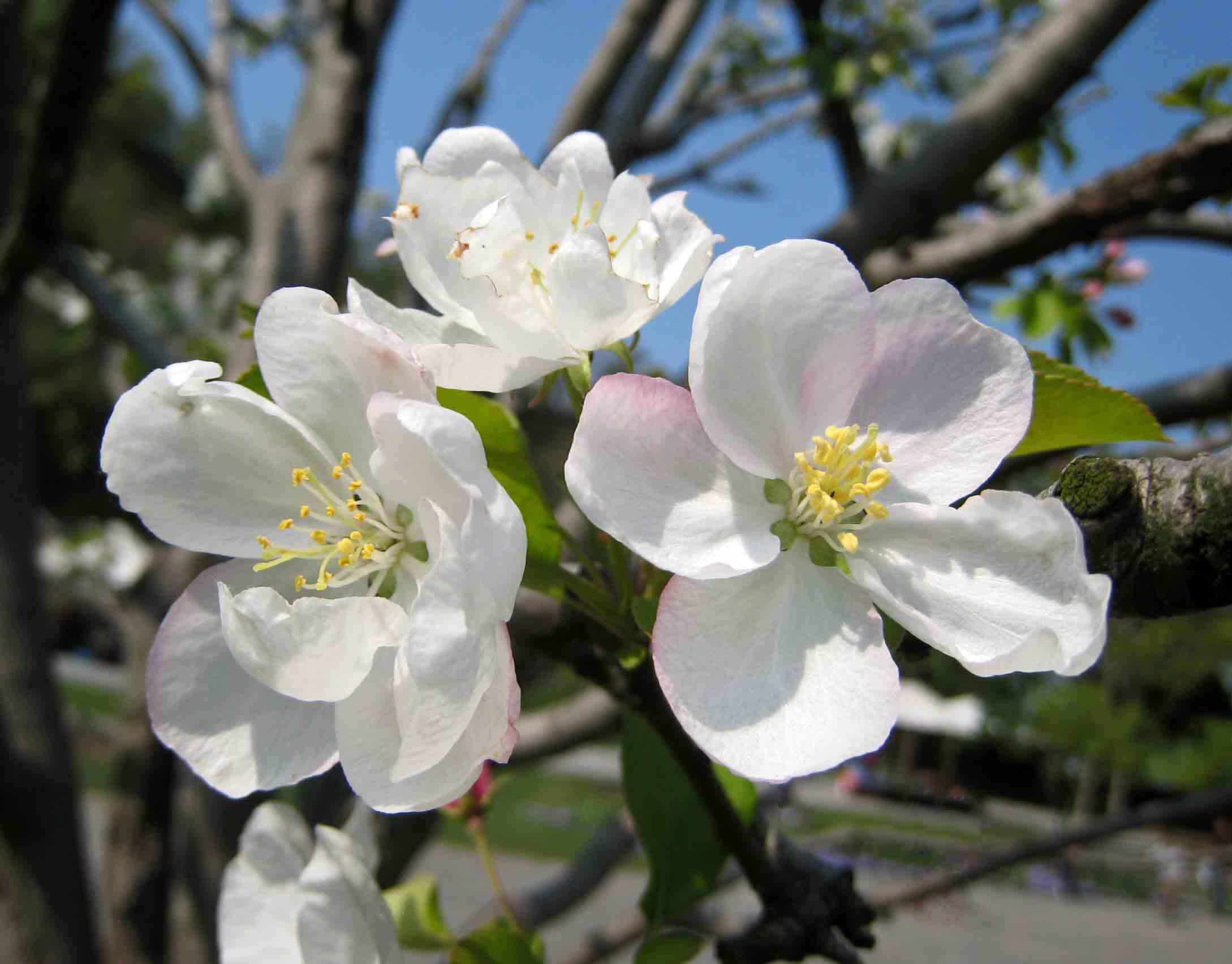
Kwiaty

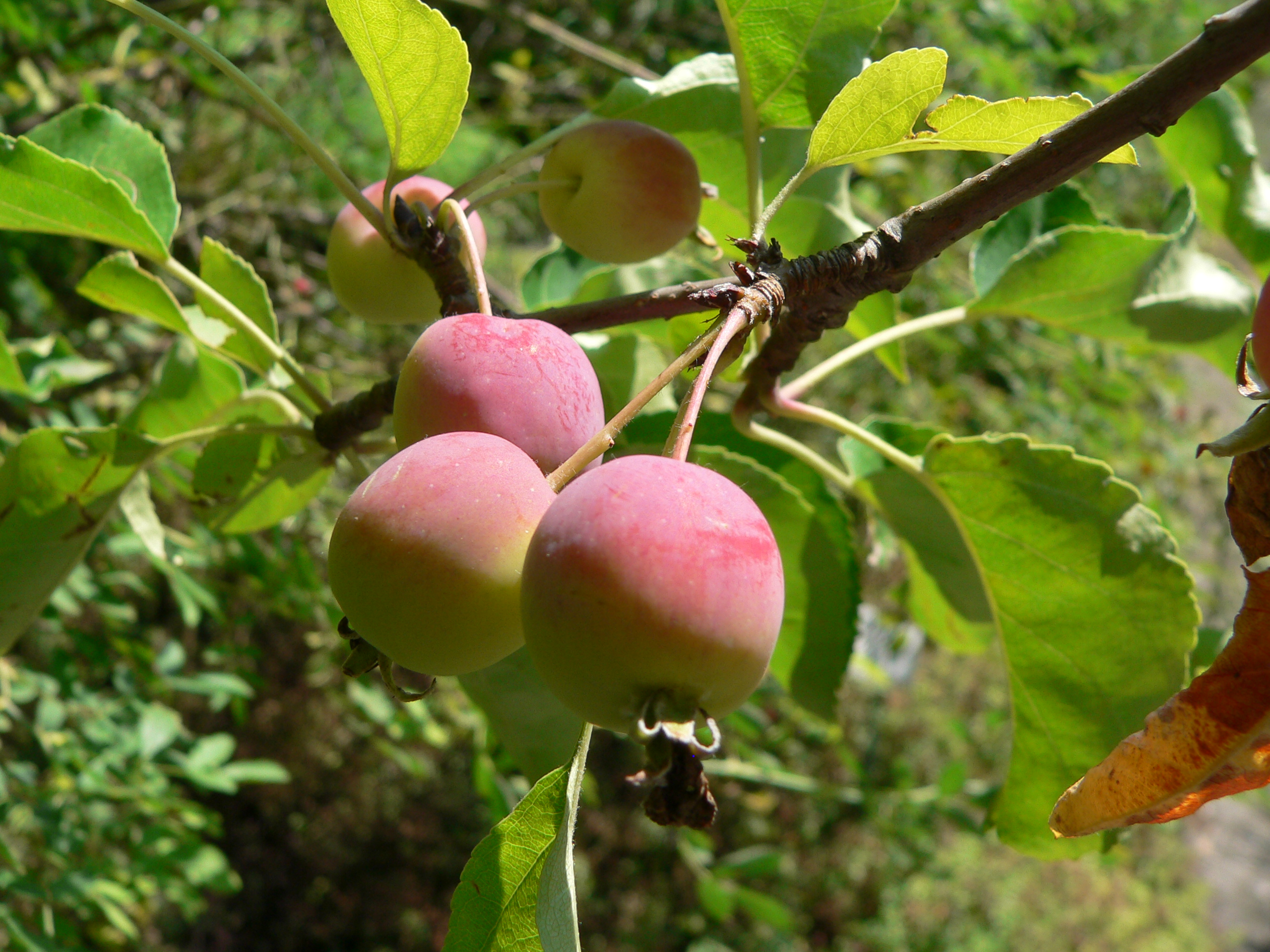
Owoce

Wysokość drzewa dochodzi do 10 metrów. Liście jajowate lub eliptyczne, ostro piłkowane i nagie. Kwiaty duże w kolorze białym. Owoc jest nieduży, do 2 cm. średnicy w kolorze czerwonym lub żółtym. Owoce okrągławe lub lekko jajowate dość długo utrzymują się na drzewie.

## Zastosowanie
Drzewo stanowi materiał wyjściowy do hodowli odmiany Miczurin, wytrzymałej na mróz.